# Општина Чаир
Општина Чаир је једна од општина Града Скопља у оквиру Скопског статистичког региона у Северној Македонији. Седиште општине је истоимена четврт Чаир у оквиру Скопља.

## Положај
Општина Чаир налази се у северном делу Северне Македоније. Са других страна налазе се друге општине Северне Македоније:
- север — Општина Бутел
- исток — Општина Гази Баба
- југ — Општина Центар
- запад — Општина Карпош

На територији ове општине се налази Стара скопска чаршија.

## Природне одлике
Рељеф: Општина Чаир на јужним обронцима Скопске Црне Горе, у близини реке Вардар.
Клима у општини је умереноконтинентална.
Воде: Цело подручје општине је у сливу Вардара.

## Становништво
Општина Чаир имала је по последњем попису из 2002. г. 64.773 ст., сви у једној градској четврти — Чаир. Општина је најгушће насељена од свих у држави.
Национални састав по попису из 2002. године био је:
|           | Број   | Постотак |
| Укупно    | 64.773 | 100%     |
| Албанци   | 36.921 | 57,0%    |
| Македонци | 15.628 | 24,1%    |
| Турци     | 4.500  | 6,9%     |
| Роми      | 3.083  | 4,8%     |
| Бошњаци   | 2.950  | 4,6%     |
| остали    | 1.681  | 2,6%     |

## Музеји
Кућа породице Кумбараџи је 28. новембра 2009. године претворена у Музеј ОНА. Постоје бројне контроверзе везане за имовинско питање, законитост, недостатак потребне документације и друштвено-политичку оправданост овог чина.